# Сновск (таможенный пост)

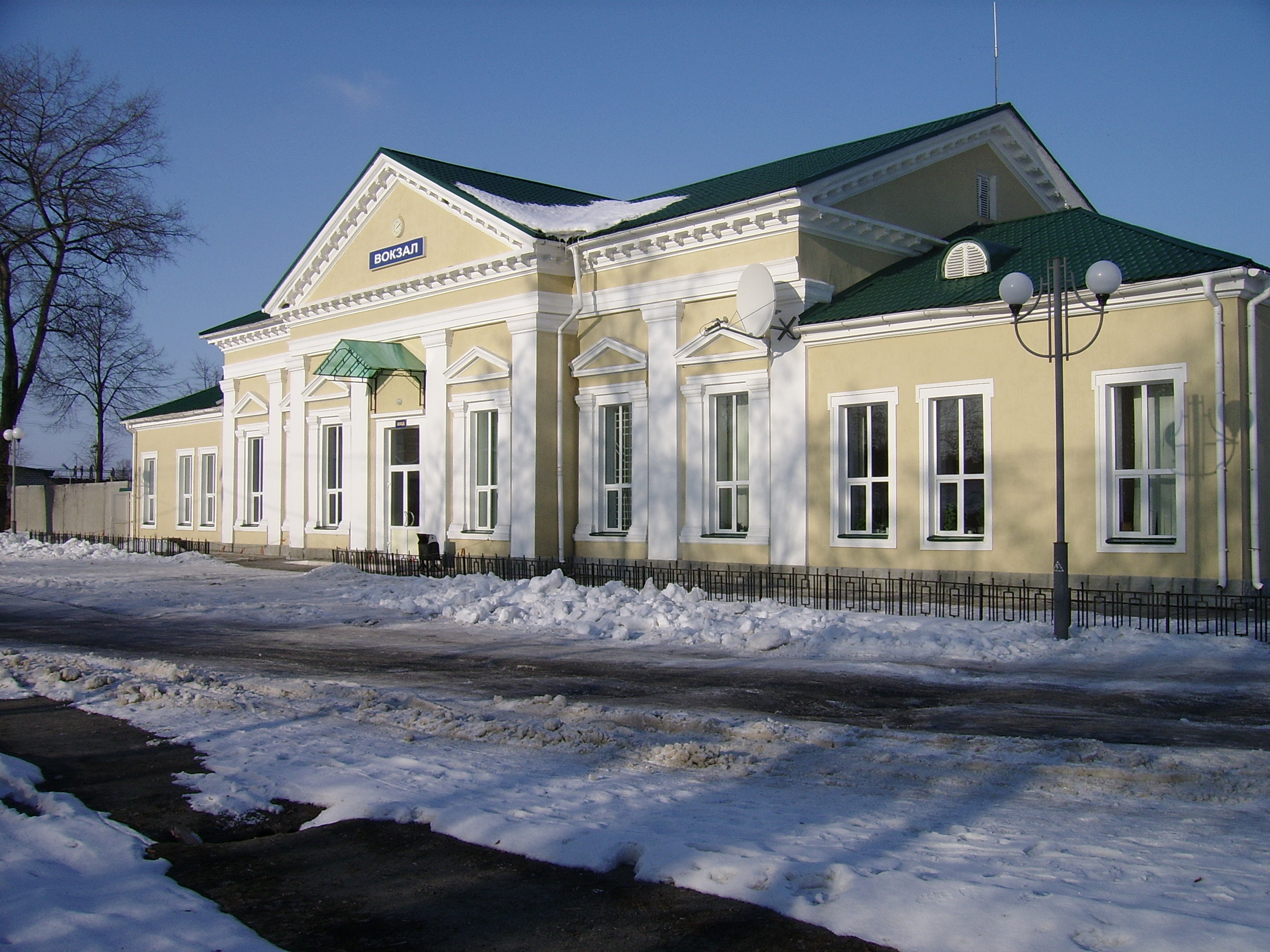

Сновск (до 2017 года — «Щорс») — таможенный пост и обустроенный пункт пропуска «Сновск (ранее Щорс) — Тереховка» на государственной границе Украины с Белорусью.

## Описание
Руководство таможенного поста находится в городе Сновск. В подчинении таможенного поста находятся: отделы таможенного оформления в городах Сновск, Корюковка и в селе Хоробичи, а также обустроенный пункт пропуска «Сновск (Щорс) — Тереховка» с пунктом контроля Хоробичи на станции Хоробичи.
Пункт пропуска расположен в Корюковском районе Черниговской области на одноимённой станции в городе Сновск на железнодорожной линии Бахмач — Гомель (Беларусь). Расстояние до государственной границы — 52 км. Пункт контроля Хоробичи расположен на станции Хоробичи в 8 км от границы. С белорусской стороны находится пункт пропуска на станции Тереховка.
Вид пункта пропуска — железнодорожный. Статус пункта пропуска — международный, круглосуточный.
Характер перевозок — пассажирский, грузовой.
Кроме радиологического, таможенного и пограничного контроля пункт пропуска «Сновск» осуществляет санитарный, фитосанитарный, ветеринарный и экологический контроль.
Пункт пропуска «Сновск» входит в состав таможенного поста «Сновск» Черниговской таможни Государственной фискальной службы Украины. Код пункта контроля — 20 506 09 00 (12).

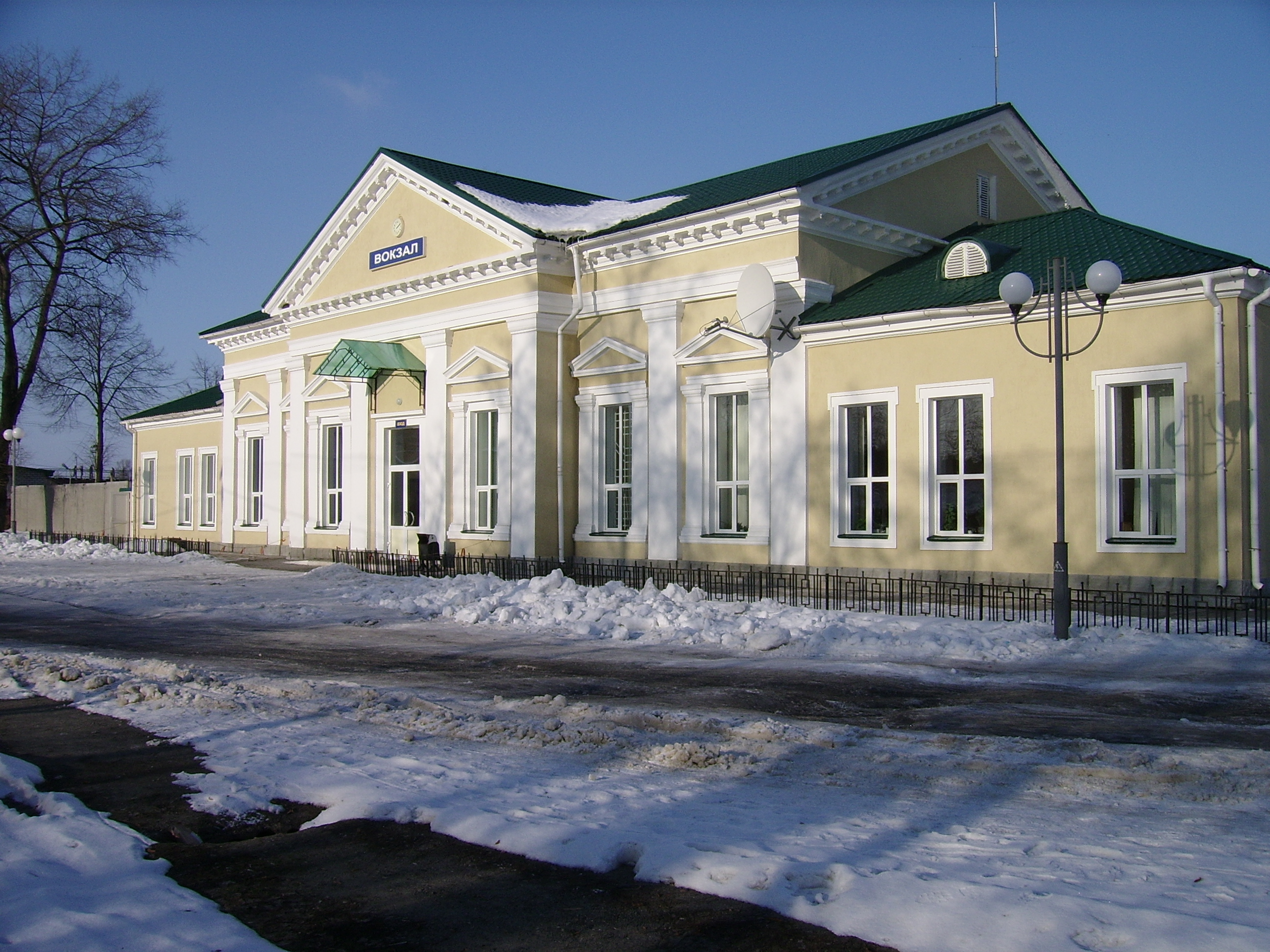
Железнодорожная станция «Сновск»
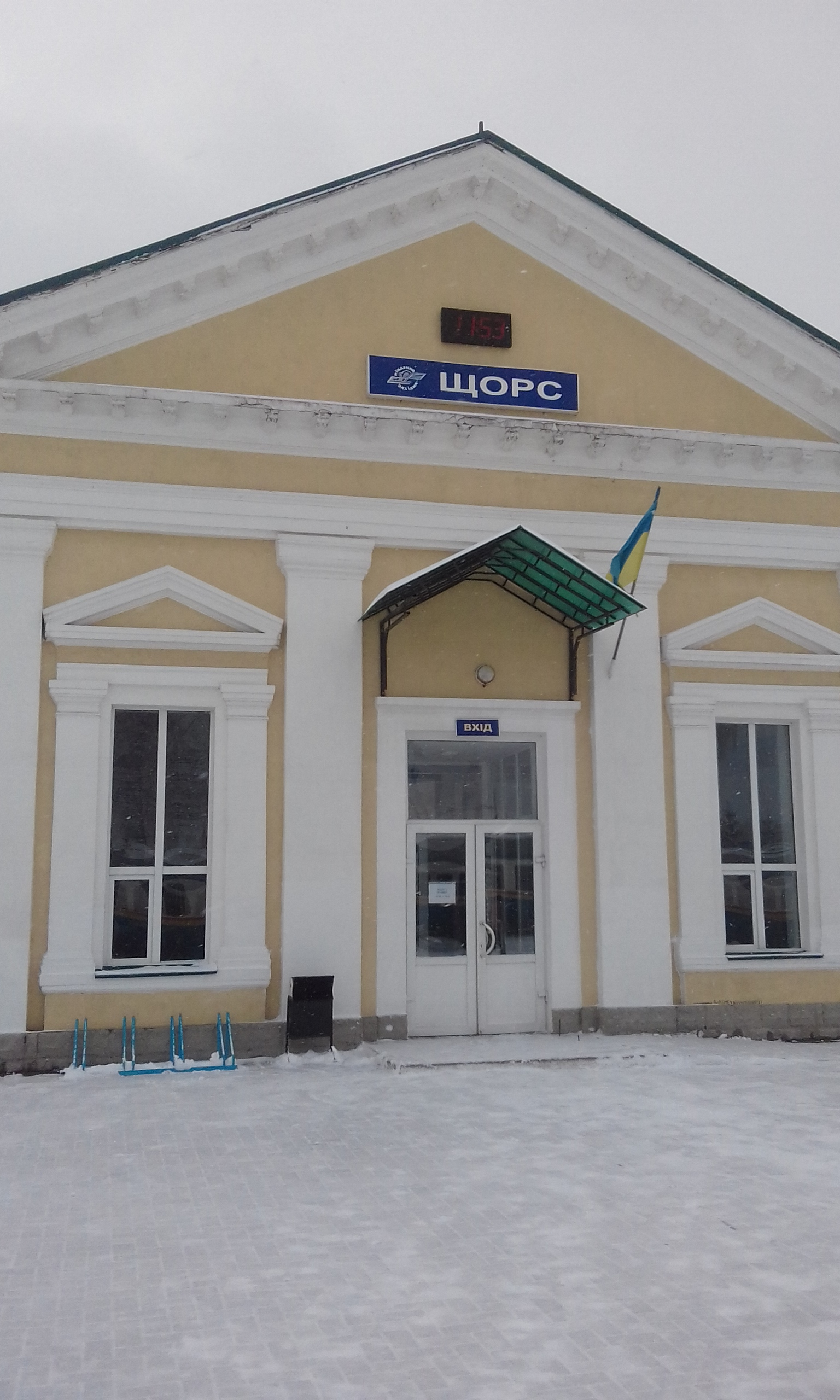
Вокзал
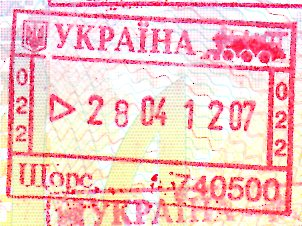
Штамп пункта пропуска «Щорс»